# Carlos Lozano de la Torre
Carlos Lozano de la Torre (Bakersfield, 9 febbraio 1950) è un politico messicano, governatore di Aguascalientes dal 2010 al 2016.

## Biografia
Nato a Bakersfield, in California, nel 1950, si laurea in ingegneria industriale presso l'Università di Monterrey.

### Carriera politica
Entra poi nel Partito Rivoluzionario Istituzionale. Nel 1974 viene nominato dall'allora governatore José Refugio Esparza segretario dello sviluppo economico dell'Aguascalientes. Successivamente rimane in carica per un altro mandato, restando quindi in totale dodici anni.
Dopo essere stato nuovamente segretario per un terzo mandato nel 1992, entra a far parte del governo dello stato di Zacatecas, guidato da Ricardo Monreal Ávila, ricoprendo il rispettivo incarico.
Nel 2004 si candida alle elezioni come sindaco della città di Aguascalientes, non risultando eletto. Due anni dopo, all'interno della coalizione Alleanza per il Messico viene eletto senatore rappresentando l'Aguascalientes.
Nel gennaio 2010, pur non avendo terminato il mandato di sei anni al senato, esce perché candidato ufficialmente alle elezioni del luglio seguente come governatore. Le vince ed entra quindi in carica dal dicembre dello stesso anno.

## Vita privata
È sposato con la politica Blanca Rivera Río Lozano.